# Logan (personaggio cinematografico)
James Howlett, noto come Logan e con il suo alias supereroistico Wolverine, è un personaggio immaginario nato come protagonista assoluto e figura centrale della serie di film X-Men della 20th Century Fox.
È apparso in nove film, a partire dal suo debutto in X-Men (2000), sia in pellicole corali che in film solista. Interpretato da Hugh Jackman, è basato sull'omonimo personaggio creato da Len Wein e John Romita Sr. per la Marvel Comics. Successivamente, Jackman ha interpretato diverse versioni alternative di Logan provenienti dal multiverso, incluse nel film Deadpool & Wolverine (2024), prodotto dai Marvel Studios e ambientato nel Marvel Cinematic Universe (MCU). Inoltre, Troye Sivan ha interpretato un giovane Logan in X-Men le origini - Wolverine (2009), mentre Henry Cavill ha dato vita a una variante soprannominata 'Cavillrine' in un altro film della serie.

## Biografia del personaggio

### Primi anni
James Howlett nacque nel Territorio del nord-ovest, in Canada (all'epoca parte del Nord America Britannico), su Terra-10005, nel 1832. I suoi poteri mutanti si manifestarono per la prima volta all'età di 13 anni, quando accoltellò Thomas Logan, il giardiniere della famiglia, per vendicare l'omicidio di suo padre, un ricco proprietario terriero. Tuttavia, scoprì che Logan era in realtà il suo padre biologico. Di fronte alla repulsione della madre per l'omicidio commesso da James, il ragazzo fuggì.
Insieme al fratellastro Victor Creed, James trascorse il secolo successivo combattendo in numerosi conflitti, tra cui la guerra civile americana, la Prima Guerra Mondiale e la Seconda Guerra Mondiale. Durante la sua prigionia in un campo giapponese nel 1945, salvò la vita dell’ufficiale giapponese Ichirō Yashida durante il bombardamento di Nagasaki.
Nel 1962, Charles Xavier ed Erik Lehnsherr lo contattarono per arruolarlo nella loro squadra di mutanti. Tuttavia, Howlett rispose al duo in tono lapidario: «Andate a fanculo».

### Linea temporale originale

#### Team X e ruolo di Wolverine
Durante la guerra del Vietnam, Creed uccide un ufficiale superiore che aveva cercato di impedirgli di violentare una donna vietnamita. Howlett interviene in sua difesa quando vede un gruppo di soldati furiosi circondarlo. Entrambi vengono condannati a morte da un plotone d'esecuzione, ma sopravvivono e vengono incarcerati. Dopo la guerra, Howlett entra a far parte di una squadra d'assalto per operazioni segrete, il "Team X", guidato dal colonnello William Stryker e composto anche da Creed e Wade Wilson. Dopo alcuni anni, Howlett abbandona il gruppo a causa del disprezzo mostrato dai membri nei confronti della vita umana. Si trasferisce in Canada e inizia una nuova vita sotto il nome di "James Logan" insieme a Kayla Silverfox. Nel 1979, il suo passato lo raggiunge quando Stryker lo coinvolge nel progetto Arma X, durante il quale gli viene innestato l'adamantio nelle ossa. Assumendo il nome di "Wolverine", ispirato dallo spirito algonchino Kuekuatsheu, Logan collabora con Creed per affrontare e uccidere Wilson, diventato l'Arma XI. Tuttavia, Stryker gli spara alla testa con un proiettile di adamantio prima di essere arrestato. Logan sopravvive, ma perde la memoria. L'unico indizio sul suo passato sono le piastrine militari incise con il nome 'LOGAN'.

#### Ingresso negli X-Men
Negli anni 2000, Logan è un combattente amatoriale in gabbia a Laughlin City, Alberta. A Logan si unisce Marie "Rogue" D'Ancanto, un'adolescente mutante in fuga da casa. Durante il viaggio, vengono attaccati da Victor Creed, conosciuto come Sabretooth, un servitore di Magneto. Fortunatamente, Ciclope e Tempesta, due studenti della scuola di Charles Xavier, intervengono e li salvano. Logan e Rogue vengono portati alla villa di Xavier, sede della sua scuola per mutanti nella contea di Westchester, New York. Xavier spiega a Logan che Magneto sembra interessato a lui e lo invita a restare mentre gli X-Men, il gruppo di mutanti guidato da Xavier, cercano di scoprire le intenzioni di Magneto.
Rogue si iscrive alla scuola e una notte visita Logan durante un incubo. Spaventato, Logan la ferisce accidentalmente con i suoi artigli, ma Rogue riesce a sopravvivere assorbendo temporaneamente il suo potere rigenerativo. Sconvolta dall'incidente, Rogue scappa dalla scuola, ma Logan la ritrova su un treno e la convince a tornare. Tuttavia, prima che possano farlo, Magneto li raggiunge, neutralizza Logan e rapisce Rogue, rivelando che è lei, non Logan, il vero obiettivo del suo piano. Magneto intende usare Rogue per attivare una macchina capace di "mutare" i leader mondiali riuniti a un vertice vicino, su Ellis Island. Logan e gli X-Men si recano alla Statua della Libertà, dove affrontano la Confraternita dei mutanti malvagi. Dopo una serie di battaglie, Logan riesce a sconfiggere Sabretooth, gettandolo nell'oceano, e insieme agli X-Men fermano i piani di Magneto. In seguito, il Professor Xavier indirizza Logan verso una base militare abbandonata vicino al Lago Alkali, dove potrebbe trovare risposte sul proprio passato. Logan parte, prendendo in prestito la motocicletta di Ciclope.
Quattro giorni dopo, mentre si ferma a fare rifornimento, Logan si accorge di essere seguito da Sabretooth. Lo affronta, ma si ferma quando nota che porta con sé piastrine identiche alle sue e non sembra avere intenzione di ucciderlo. Offrendogli da bere, Logan e Sabretooth si fermano in un bar. Durante la conversazione, Victor rivela che la caduta dalla Statua della Libertà ha risvegliato alcuni ricordi cancellati, inclusi il suo vero nome, "Victor", le atrocità commesse insieme, come l'uccisione di innocenti, e la loro connessione. La loro conversazione viene interrotta dall’arrivo di soldati che stanno cercando Victor e che identificano Logan come "Arma X". I due combattono fianco a fianco contro i soldati, dimostrando un istintivo lavoro di squadra, ma vengono infine sopraffatti e catturati.
Logan e Victor si risvegliano a bordo di un elicottero, imprigionati. Victor si scusa con Logan per il loro passato, ricordandogli che un tempo erano fratelli. In un atto di redenzione, Victor butta Logan fuori dall’elicottero, sacrificandosi per salvarlo. Successivamente, William Stryker tenta di legare l'adamantio alle ossa di Victor, ma l’esperimento fallisce. Tuttavia, Stryker ottiene un altro "successo" nella creazione di Lady Deathstrike. Venuto a sapere che Logan è sopravvissuto, Stryker si prepara a un inevitabile scontro con "Wolverine".
Tre giorni dopo, Logan ritorna alla scuola per mutanti del Professor Xavier, dove incontra Stryker. Per affrontare la minaccia, Logan e gli X-Men si alleano con Magneto e Mystica. Durante lo scontro con Stryker e Lady Deathstrike, Logan recupera frammenti della sua memoria ma sceglie di restare con gli X-Men, ignorando le offerte di Stryker. La battaglia culmina con la distruzione della base di Alkali, che si allaga, causando la morte di Stryker.
Anni dopo, Xavier manda Logan e Tempesta a indagare sulla scomparsa di Scott Summers al Lago Alkali. Tuttavia, trovano solo rocce fluttuanti, gli occhiali di Summers e una Jean Grey priva di sensi. Xavier rivela a Logan che, sacrificandosi per salvare il gruppo, Jean ha liberato la "Fenice", una personalità oscura e incredibilmente potente che lui aveva represso telepaticamente. Logan è inorridito nel sapere della manipolazione psichica di Xavier sulla mente di Jean. Quando Jean si risveglia, tenta di sedurre Logan in modo aggressivo, ma lui capisce che è sotto l'influenza della Fenice. Scopre inoltre che Jean ha ucciso Summers e che non è più la donna che conosceva. Jean, ormai dominata dalla Fenice, uccide Xavier e si unisce a Magneto, il quale pianifica un assalto contro i Worthington Labs ad Alcatraz, dove viene sviluppata una "cura" per i mutanti.
Logan, Tempesta e Bestia guidano gli X-Men rimanenti per fermare l’attacco. Durante la battaglia, Logan si fa lanciare da Colosso contro Magneto, distraendolo abbastanza a lungo da permettere a Bestia di iniettargli la "cura", neutralizzando i suoi poteri. L'arrivo dei rinforzi dell'esercito peggiora la situazione: aprono il fuoco su Jean, risvegliando completamente la Fenice. In preda alla furia, la Fenice disintegra le truppe e inizia a distruggere Alcatraz e tutto ciò che la circonda. Logan capisce che solo lui, grazie al suo fattore rigenerante e al suo scheletro di adamantio, può fermarla. Mentre si avvicina, Jean riprende per un momento il controllo e implora Logan di salvarla uccidendola. Con il cuore spezzato, Logan la pugnala a morte, ponendo fine alla Fenice. Tuttavia, resta devastato dalla perdita di Jean e piange la sua morte.

#### Isolamento
Anni dopo, Logan, tormentato dai sensi di colpa, vive in isolamento nello Yukon. Viene rintracciato da Yukio, una mutante capace di prevedere la morte delle persone, inviata da Ichirō Yashida, un anziano che desidera ringraziare Logan per avergli salvato la vita durante la Seconda Guerra Mondiale. Yashida propone a Logan di trasferire a lui i suoi poteri di guarigione, ma Logan rifiuta. Questo incontro innesca una serie di eventi: insieme a Yukio, Logan si trova a proteggere Mariko Yashida, la nipote di Ichirō, dalle mire del padre di lei, Shingen Yashida. Durante questi scontri, i poteri rigenerativi di Logan vengono compromessi e i suoi artigli di adamantio recisi. Tuttavia, alla fine Logan riesce a liberarsi dal senso di colpa per la morte di Jean.
Due anni dopo, tornato negli Stati Uniti, Logan viene avvicinato da Magneto e da un resuscitato Professor X, che lo mettono in guardia contro una nuova minaccia per i mutanti. In una scena eliminata, viene mostrato il classico costume giallo del personaggio, tratto dal materiale originale, contenuto in una valigia.

#### Viaggio nel tempo
Entro il 2023, il mondo è dominato dalle Sentinelle. Wolverine collabora con i mutanti sopravvissuti e gli X-Men per contrastare questa minaccia. Kitty Pryde, usando i suoi poteri di phasing, trasferisce la mente di Logan nel suo corpo del 1973, affinché possa aiutare i giovani Xavier, Lehnsherr e Hank McCoy a fermare Mystica dall'assassinare Bolivar Trask, evento che scatenerebbe un futuro apocalittico. Una volta portata a termine la missione, gli eventi dal 1973 in poi subiscono un cambiamento radicale.

### Linea temporale modificata

#### Catturato da Arma X
Nella linea temporale rivista, anche se salvato da Mystica nel 1973, Logan viene infine catturato da Stryker, sottoposto a un intervento che gli dona uno scheletro di adamantio e a un brutale condizionamento mentale, che lo rende più selvaggio che umano. Quando alcuni membri degli X-Men vengono catturati dagli uomini di Stryker nel 1983, Jean, Scott e Nightcrawler si infiltrano nella sua base e trovano una gabbia. Jean percepisce una mente umana al suo interno e decide di liberarlo, permettendogli di combattere. Dopo aver massacrato le forze di Stryker, i tre mutanti lo raggiungono, e Jean, con i suoi poteri telepatici, ripristina parte dei ricordi umani di Logan. Subito dopo, lui fugge attraverso una piccola uscita laterale, perdendosi nella neve.

#### Un 2023 migliore
Dopo aver alterato con successo gli eventi del 1973, la coscienza del Logan della linea temporale originale si risveglia nel suo corpo nel nuovo 2023, privo però di qualsiasi ricordo della nuova realtà. È felice di scoprire che Jean e Scott sono vivi, poiché nella linea temporale precedente erano morti. Nei quarant'anni trascorsi, Logan si è unito agli X-Men, diventando infine insegnante di storia presso la Scuola per Giovani Dotati di Xavier.

#### Caduta degli X-Men, morte e eredità
Pochi anni dopo, il fattore di guarigione di Logan inizia a deteriorarsi, un problema che in seguito si scoprirà essere causato da un virus anti-mutante geneticamente modificato, che ha colpito anche il resto del mondo. Questo lo porta a invecchiare oltre il suo apice e a soffrire di avvelenamento terminale da adamantio. Entro il 2028, Charles Xavier sviluppa l'Alzheimer e, durante un attacco psichico indotto da convulsioni nella contea di Westchester, uccide inavvertitamente centinaia di persone, inclusa la maggior parte degli X-Men, lasciando Logan tra i pochi sopravvissuti. I mutanti vengono braccati dagli umani, e Logan e Xavier diventano fuggitivi internazionali. Logan chiede aiuto a Calibano per prendersi cura di Xavier. I due portano Xavier in un rifugio in Messico vicino al confine con gli Stati Uniti, dove lo accudiscono per un anno, cercando nel frattempo di raccogliere fondi per acquistare uno yacht Sunseeker per vivere in pace.
Nel 2029, Logan lavora come autista sotto il suo vero nome e traffica farmaci da prescrizione lungo il confine tra Stati Uniti d'America e Messico. Lui e Calibano vivono in una fonderia abbandonata oltre il confine messicano, continuando a prendersi cura di Xavier, ormai senile. Un giorno, Gabriela Lopez, un'ex infermiera della Transigen, lo contatta per scortare Laura, una bambina di undici anni, in un luogo chiamato "Eden", situato nel Dakota del Nord. Logan, Charles e Laura fuggono dai cacciatori della Transigen, guidati da Donald Pierce, e scoprono che Laura è la figlia di Logan, creata utilizzando il suo DNA. Dopo aver trovato rifugio presso la famiglia Munson, che avevano aiutato lungo la strada, Xavier viene ucciso da un clone selvaggio di Wolverine, costringendo Logan e Laura a fuggire e a seppellire Xavier vicino a un lago.
Logan e Laura arrivano infine a Eden, un rifugio sicuro gestito da Rictor e da altri ex esperimenti della Transigen. Qui Logan scopre che i bambini intendono attraversare una foresta di otto miglia per raggiungere il confine canadese-americano. Logan affida a Laura la responsabilità del gruppo prima di allontanarsi da solo. Tuttavia, quando i bambini vengono localizzati e catturati, Logan usa un siero mutante fornito da Rictor per recuperare temporaneamente la sua forza e il fattore di guarigione. Sconfigge Zander Rice, il creatore del virus mutante, uccidendolo, ma non riesce a competere con il clone, che lo trafigge con un albero, ormai privo del suo fattore di guarigione. Laura riesce a uccidere il clone con un proiettile di adamantio che Logan aveva conservato per anni. Nei suoi ultimi momenti, Logan dice a Laura di non diventare l'arma per cui era stata creata. Dopo che lei lo riconosce in lacrime come suo padre, Logan muore pacificamente tra le sue braccia. Laura e gli altri bambini lo seppelliscono, disponendo la croce sulla sua tomba per formare una "X", in suo onore come ultimo degli X-Men.
Successivamente si scopre che Logan era "l'ancora universale" della Terra-10005, un'entità cruciale per l'equilibrio della linea temporale. Dopo la sua morte nel 2029, l'universo inizia a destabilizzarsi, attirando l'attenzione di Paradox, un agente della Time Variance Authority (TVA). Paradox decide quindi di utilizzare il "Time Ripper", una macchina in grado di distruggere intere linee temporali, per eliminare Terra-10005. Nel tentativo di salvare quella realtà, Deadpool della linea temporale modificata viaggia indietro nel tempo e ispeziona la tomba di Logan in cerca di segni di sopravvivenza. Tuttavia, trova solo i resti del suo scheletro di adamantio, che utilizza per affrontare le forze della TVA.

## Versioni alternative
Diverse varianti di Logan appaiono in Deadpool & Wolverine (2024), la maggior parte interpretate da Jackman.

### Variante con la tuta gialla

#### La morte degli X-Men
Questa versione di Logan del suo universo alternativo, catalogato come la Terra-TRN1400, sembrava avere una storia di origine molto simile alla sua controparte originale. A un certo punto del suo passato, gli fu offerta la possibilità di unirsi agli X-Men. Inizialmente rifiutò, ma alla fine accettò l'offerta. Durante il suo periodo nella squadra, gli fu presentata un'uniforme gialla e blu, che però si rifiutò di indossare, temendo che gli altri membri pensassero volesse davvero far parte del gruppo.
Una notte, mentre Logan era fuori a bere in un bar, gli X-Men furono massacrati da un gruppo umano di cacciatori di mutanti. Questo tragico evento lo fece precipitare in una spirale di depressione, convinto di aver deluso la sua nuova famiglia. Col tempo, Logan perse il controllo, uccidendo indiscriminatamente sia i responsabili della morte dei suoi compagni mutanti sia civili innocenti. Le sue azioni portarono alla rovina dell'eredità degli X-Men e alla sua fama come il peggior Wolverine del multiverso.
Logan, profondamente addolorato per la perdita dei suoi compagni, decise di onorarne la memoria indossando l'uniforme gialla e blu sotto i suoi abiti normali. Tuttavia, trascorre le sue giornate in preda alla depressione, rifugiandosi nell'alcol e nel rimpianto.

#### Alleanza con Deadpool
Wade Wilson / Deadpool della Terra-10005 è alla ricerca di una variante di Wolverine per sostituire la versione originale della sua linea temporale, sperando così di evitarne il collasso. Entrato nella realtà di Logan, gli chiede di accompagnarlo al quartier generale della Time Variance Authority (TVA). Logan rifiuta, costringendo Wade a trascinarlo con la forza. Una volta arrivati, Mr. Paradox spiega che trovare un nuovo Logan non impedirà il deterioramento della Terra-10005, rivelando anche la posizione unica di questo Logan nel suo universo. Paradox, infine, pota Wade e Logan, spedendoli nel Vuoto.
Nel Vuoto, Wade provoca Logan ricordandogli i suoi errori passati, scatenando una lotta tra i due. Lo scontro si interrompe solo quando Wade promette che la TVA potrebbe sistemare la linea temporale di Logan. Successivamente, i due, insieme a Johnny Storm / Torcia Umana, vengono catturati dalle forze di Cassandra Nova, che si rivela di essere la malvagia sorella gemella del professor Charles Xavier.
Nova dimostra il suo potere manipolando le menti e inganna Wade facendogli credere di essere insignificante. Tuttavia, Logan e Wade riescono a fuggire dalla sua tana, incontrando "Nicepool", una variante di Wade. Nicepool fornisce loro un'auto per raggiungere le terre di confine, dove incontrano una piccola resistenza (noto semplicemente come i Resistenti) che combatte contro Nova. Durante il viaggio, Wade confessa accidentalmente di non essere certo che la TVA possa davvero sistemare la linea temporale di Logan. Scoperta la bugia, Logan si infuria, insultando Wade e facendolo esplodere in una lite. Entrambi perdono i sensi, finendo per essere salvati dalla giovane mutante Laura Kinney / X-23, la figlia della variante originale di Logan nella Terra-10005.
Logan si risveglia al nascondiglio segreto dei Resistenti e inizia subito a razziare la scorta di alcol. Al risveglio di Wade, incontrano i membri dei Resistenti: Elektra Natchios, Eric Brooks / Blade, Remy LeBeau / Gambit e Laura. Wade riesce a convincerli ad aiutarlo a combattere Nova e fuggire dal Vuoto, ma Logan inizialmente si rifiuta di collaborare. Dopo una conversazione con Laura sul suo senso di colpa per non aver salvato gli X-Men del suo universo, Logan decide di unirsi alla causa. Logan, Wade e i Resistenti affrontano Nova e il suo esercito. Nova sfrutta i suoi poteri per destabilizzare mentalmente Logan, rivelando i tormenti del suo passato. Tuttavia, Wade riesce a neutralizzare i poteri di Nova utilizzando l'elmetto di Fenomeno. Logan convince Wade a togliersi l'elmetto, e Nova, approfittando della situazione, apre un portale con un anello fionda rubato a una variante del Dottor Strange, permettendo a Logan e Wade di tornare sulla Terra-10005.
Una volta tornati, Logan e Wade scoprono che il dispositivo "Time Ripper" è quasi pronto e che Paradox sta preparando il suo utilizzo senza l'approvazione del suo superiore, la Cacciatrice B-15. Nova interviene con l'intento di usare il Time Ripper per distruggere tutte le linee temporali. Logan e Wade, ora alleati, combattono contro il Corpo dei Deadpool, un esercito di varianti di Deadpool. L'arrivo di Peter Wisdom (riattizzandosi come Peterpool), amico di Wade, costringe il Corpo alla ritirata. Paradox spiega che l'unico modo per fermare Nova è interrompere il flusso di energia del Time Ripper, ma ciò richiede un sacrificio. Logan e Wade decidono di agire insieme, utilizzando i loro corpi come conduttori per distruggere il dispositivo e uccidere definitivamente Cassandra Nova. Inaspettatamente, entrambi sopravvivono all'esplosione.
Con Paradox arrestato, B-15 offre a Logan la possibilità di rimanere sulla Terra-10005, ma lui chiede se il suo passato possa essere cambiato. B-15 gli spiega che il suo passato, per quanto doloroso, lo ha reso l'eroe di cui il multiverso aveva bisogno, e che non c'è nulla da modificare. Infine, Wade accompagna Logan e Laura a incontrare i suoi amici, incoraggiandolo a ricongiungersi con la sua ex ragazza, Vanessa Carlysle.

### Altre versioni
- Una variante da giocatore d'azzardo di Logan, che indossa una benda sull'occhio e uno smoking bianco, soprannominato Benda (Patch)[9]
- Una variante di Logan crocifisso su una X gigante, che ricorda la copertina di Uncanny X-Men (1981) #251[9]
- Una variante di Logan che combatte contro Hulk, con indosso l'originale tuta marrone chiaro disegnata da John Byrne[9]
- Una variante di Logan interpretata da Henry Cavill soprannominata Cavillrine, riferendosi a un popolare fancast su Internet in cui l'attore potrebbe succedere a Jackman[10]
- Una variante di Logan, la cui altezza è più vicina a quella dei fumetti del personaggio, 5 piedi e 3 pollici (160 cm)[9]
- Una variante di Logan de L'era di Apocalisse con capelli "glam rock", una mano e un costume nero e rosso,[9] chiamato Arma X nei fumetti
- Una variante anziana di Logan, basata su Vecchio Logan[9]

## Caratterizzazione

### Personalità
Facendo affidamento sui suoi sensi e sul suo istinto per orientarsi, la personalità di Logan è classificata come ISTP secondo l'Indicatore Myers-Briggs. Il suo personaggio viene descritto come un 'solitario', spesso incline a lasciare gli X-Men per affrontare questioni personali o risolvere problemi da solo. Sebbene sia spesso irriverente e ribelle verso le figure autoritarie, si dimostra un alleato affidabile e un leader capace. Inoltre, manifesta occasionalmente un senso dell'umorismo ironico e sarcastico. Nel film, il personaggio aveva poche battute ma doveva trasmettere molte emozioni; per questo motivo, Jackman si è ispirato a Clint Eastwood nella serie di film di Dirty Harry e a Mel Gibson in Interceptor - Il guerriero della strada (1981).

### Aspetto
Il casting di Jackman è stato inizialmente accolto con critiche al momento del suo annuncio, poiché era considerato troppo alto e di bell'aspetto per interpretare il "canadese basso e un po' selvaggio". Jackman, a sei piedi e tre pollici (1,9 m), è un piede (30 cm) più alto di Wolverine che si dice nel fumetto originale essere alto 1,6 m. Per far sembrare Hugh Jackman più basso della sua reale statura, i registi hanno spesso dovuto adottare soluzioni creative, girandolo da angolazioni insolite o inquadrandolo solo dalla vita in su, mentre i suoi co-protagonisti indossavano calzature con suole rialzate. Per interpretare Wolverine, Jackman ha dovuto sviluppare una notevole massa muscolare, seguendo una dieta rigorosa e un intenso regime di allenamento fisico durante la preparazione ai film. Le scene in cui Logan appare a torso nudo, in particolare in X-Men le origini - Wolverine (2009), sono state fondamentali nel definire il personaggio come un sex symbol. Per queste sequenze, Jackman ha seguito un programma di allenamento ad alta intensità con i pesi e ha alternato esercizi cardiovascolari, adattando il regime per stimolare continuamente il suo corpo. L'attore ha sottolineato che, in una famosa scena in cui emerge nudo dalla vasca durante l'infusione dell'adamantio nelle sue ossa, il suo fisico non è stato modificato digitalmente, dimostrando il frutto del suo intenso lavoro.
Parlando del motivo per cui il classico costume dei fumetti di Wolverine non è mai stato portato sullo schermo, il regista James Mangold ha spiegato che il celebre abito giallo non avrebbe mai avuto senso in nessun film degli X-Men, apparendo fuori luogo rispetto al personaggio. Mangold ha dichiarato: «Trovare una giustificazione logica per un'uniforme, quando il personaggio disdegna l'autopromozione, è complicato. Perché dovrebbe indossare un costume che lo presenta come una sorta di eroe? Wolverine, nella sua incarnazione cinematografica, resta fedele alla sua natura di ribelle iconoclasta, uno che difficilmente sarebbe il primo a infilarsi nello spandex. [...] Chi si mette un abito distintivo per fare del bene? E perché? L'unico motivo sarebbe rivendicare un'identità di marchio o ottenere credito per le proprie azioni, ma nulla è più distante dalla natura di Wolverine che il desiderio di indossare un costume iconico, tanto meno giallo canarino. [...] In sostanza, è qualcosa che funziona sulle pagine del fumetto, ma dubito possa trovare spazio altrove». Deadpool & Wolverine (2024) ha segnato la prima volta che Jackman ha indossato un costume accurato nei fumetti sullo schermo, con Jackman che ha dichiarato di essere sorpreso di aver girato così a lungo senza averlo mai indossato una volta, affermando «sembra così bello, si sente così bene».

## Accoglienza

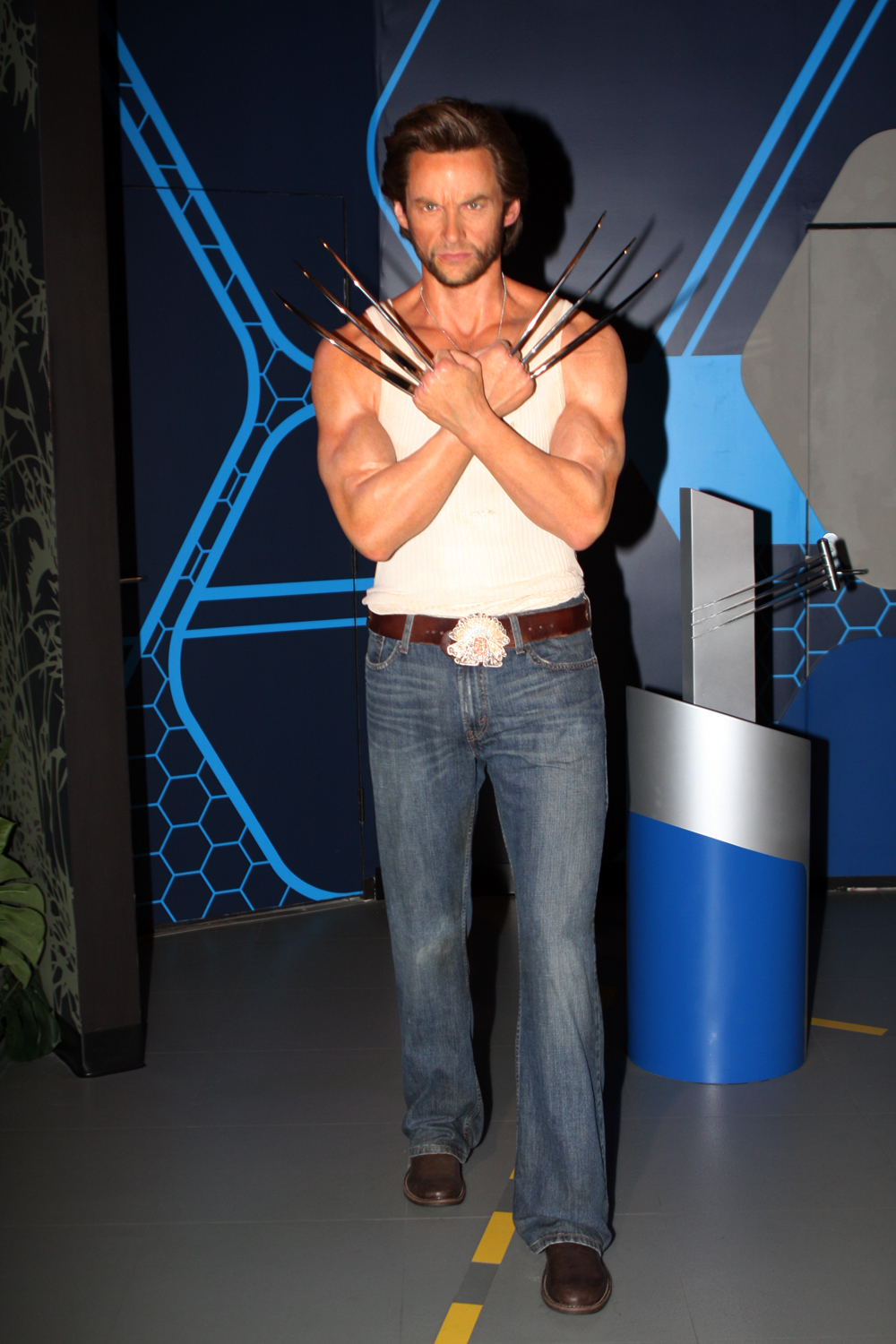
Statua di cera di Hugh Jackman nei panni di Logan al Madame Tussauds. La sua interpretazione del personaggio in nove capitoli della saga cinematografica degli X-Men gli è valsa il Guinness dei primati per "la carriera più lunga come personaggio Marvel live-action", titolo che ha detenuto dal 2017 al 2021 insieme a Sir Patrick Stewart.

Il personaggio della serie di film X-Men è stato ben accolto dalla critica. Daniel Dockery di Syfy ha classificato Wolverine al primo posto nella loro lista "Classifica di tutti i mutanti nella serie di film degli X-Men", scrivendo: «Per quasi 20 anni, abbiamo avuto modo di vedere Wolverine da ogni angolazione, e alla fine di Logan, la tristezza per la sua scomparsa era davvero guadagnata». IndieWire ha classificato Wolverine al 2º posto nella loro lista "X-Men Movie Mutant Characters From Best To Worst". The A.V. Club ha classificato Wolverine al 6º posto nella lista dei "100 migliori personaggi Marvel". Joe Garza di /Film ha classificato Wolverine al 7° posto nella lista dei "personaggi più potenti degli X-Men".
L'interpretazione di Hugh Jackman nel ruolo di Wolverine è stata ampiamente elogiata dalla critica. Jessica Brajer di MovieWeb ha affermato: «Il film che ha dato il via al franchise degli X-Men e ha portato Jackman sotto i riflettori è l'originale X-Men. [...] Anche se Jackman non era la prima scelta per il ruolo, è evidente che ha soddisfatto le alte aspettative dei fan dei fumetti di tutto il mondo». Liam Gaughan di SlashFilm ha scritto: «Se un nuovo attore verrà scelto per interpretare Wolverine in un reboot del franchise degli X-Men all'interno del Marvel Cinematic Universe, dovrà essere all'altezza dell'eredità lasciata da Jackman".
Christian Bone di Starburst ha classificato le interpretazioni di Jackman nei film degli X-Men al primo posto nella lista delle "10 migliori interpretazioni nei film degli X-Men". Bone ha dichiarato: «Alcuni potrebbero lamentarsi del fatto che Wolverine rubi troppo spesso la scena ad altri personaggi, ma è difficile incolpare i realizzatori quando Jackman è un protagonista così carismatico. Anche oggi, in un panorama cinematografico saturo di supereroi, il suo Wolverine rimane unico: un eroe riluttante, impegnato a controllare la propria brutalità. È il tipo di personaggio che non trovi nel MCU, anche se probabilmente verrà inserito molto presto. Buona fortuna a chiunque debba raccogliere l'eredità di Jackman».
Scoot Allan di Comic Book Resources ha classificato le interpretazioni di Jackman al terzo posto nella lista delle "10 migliori interpretazioni nei film degli X-Men". Allan ha scritto: «Hugh Jackman ha interpretato l'eroe mutante, diventando subito un successo tra i fan di Wolverine». Infine, la performance di Jackman è stata posizionata in cima alla lista di The Hollywood Reporter delle "50 migliori interpretazioni di supereroi nei film di tutti i tempi".
Interpretando il ruolo per diciassette anni in nove film, Jackman ha detenuto il Guinness dei primati per la "più lunga carriera come supereroe Marvel live-action" dal 2017 al 2021, condividendo il titolo con Sir Patrick Stewart. Nel 2024 si era inizialmente ritenuto che avesse riconquistato il record grazie al suo ritorno come Wolverine in Deadpool & Wolverine (2024), ma lo ha poi perso nuovamente a favore di Wesley Snipes, che nello stesso film ha interpretato Blade.

### Riconoscimenti
| Anno | Film                                | Premio                      | Categoria                                                     | Risultato       | Riferimenti   |
| ---- | ----------------------------------- | --------------------------- | ------------------------------------------------------------- | --------------- | ------------- |
| 2001 | X-Men                               | Blockbuster Awards          | Personaggio maschile preferito - Esordiente                   | Candidato       | [ 33 ]        |
| 2001 | X-Men                               | Saturn Awards               | Miglior attore non protagonista                               | Vincitore       | [ 34 ]        |
| 2001 | X-Men                               | MTV Movie Awards            | Miglior coppia (con Halle Berry, James Marsden & Anna Paquin) | Candidato       | [ 35 ]        |
| 2001 | X-Men                               | MTV Movie Awards            | Miglior performance rivelazione                               | Candidato       | [ 35 ]        |
| 2003 | X-Men 2                             | Teen Choice Awards          | Choice Movie Actor: Drama/Action Adventure                    | Candidato/a     | [ 36 ]        |
| 2003 | X-Men 2                             | Teen Choice Awards          | Choice Movie Fight/Action Sequence Template:Small             | Candidato/a     | [ 36 ]        |
| 2004 | X-Men 2                             | Empire Awards               | Best Actor                                                    | Candidato/a     | [ 37 ]        |
| 2004 | X-Men 2                             | MTV Movie Awards            | Best Movie Fight Template:Small                               | Candidato/a     | [ 38 ]        |
| 2006 | X-Men - Conflitto finale            | Teen Choice Awards          | Choice Action Movie Actor                                     | Candidato/a     | [ 39 ]        |
| 2006 | X-Men - Conflitto finale            | Teen Choice Awards          | Choice Movie Liplock Template:Small                           | Candidato/a     | [ 39 ]        |
| 2006 | X-Men - Conflitto finale            | Scream Awards               | Best Superhero                                                | Candidato/a     | [ 40 ] [ 41 ] |
| 2006 | X-Men - Conflitto finale            | Scream Awards               | Best Flesh Scene Template:Small                               | Vincitore/trice | [ 40 ] [ 41 ] |
| 2009 | X-Men le origini - Wolverine        | Teen Choice Awards          | Choice Movie Actor: Action                                    | Vincitore/trice | [ 42 ] [ 43 ] |
| 2009 | X-Men le origini - Wolverine        | Teen Choice Awards          | Choice Movie: Hissy Fit                                       | Candidato/a     | [ 42 ] [ 43 ] |
| 2009 | X-Men le origini - Wolverine        | Teen Choice Awards          | Choice Movie: Rumble Template:Small                           | Candidato/a     | [ 42 ] [ 43 ] |
| 2009 | X-Men le origini - Wolverine        | Scream Awards               | Best Fantasy Actor                                            | Candidato/a     | [ 44 ]        |
| 2009 | X-Men le origini - Wolverine        | Scream Awards               | Best Superhero                                                | Vincitore/trice | [ 44 ]        |
| 2009 | X-Men le origini - Wolverine        | Scream Awards               | Fight Scene of the Year Template:Small                        | Candidato/a     | [ 44 ]        |
| 2010 | X-Men le origini - Wolverine        | MTV Movie Awards            | Best Fight Template:Small                                     | Candidato/a     | [ 45 ]        |
| 2010 | X-Men le origini - Wolverine        | People's Choice Awards      | Favorite Action Star                                          | Vincitore/trice | [ 46 ]        |
| 2010 | X-Men le origini - Wolverine        | People's Choice Awards      | Favorite On-Screen Team Template:Small                        | Candidato/a     | [ 46 ]        |
| 2011 | X-Men - L'inizio                    | Scream Awards               | Best Cameo                                                    | Vincitore/trice | [ 47 ]        |
| 2013 | Wolverine - L'immortale             | People's Choice Awards      | Favorite Action Movie Actor                                   | Candidato/a     | [ 48 ]        |
| 2014 | Wolverine - L'immortale             | Kids' Choice Awards         | Favorite Male Butt Kicker                                     | Candidato/a     | [ 49 ]        |
| 2014 | Wolverine - L'immortale             | Empire Awards               | Empire Icon Award                                             | Vincitore/trice | [ 50 ]        |
| 2014 | X-Men - Giorni di un futuro passato | People's Choice Awards      | Favorite Movie Actor                                          | Candidato/a     | [ 48 ]        |
| 2015 | X-Men - Giorni di un futuro passato | Kids' Choice Awards         | Favorite Movie Actor                                          | Candidato/a     | [ 51 ]        |
| 2015 | X-Men - Giorni di un futuro passato | Kids' Choice Awards         | Favorite Male Action Star                                     | Candidato/a     | [ 52 ]        |
| 2016 | X-Men - Apocalisse                  | Teen Choice Awards          | Choice Movie: Hissy Fit                                       | Candidato/a     | [ 53 ]        |
| 2017 | Logan: The Wolverine                | MTV Movie & TV Awards       | Best Movie Performance                                        | Candidato/a     | [ 54 ]        |
| 2017 | Logan: The Wolverine                | MTV Movie & TV Awards       | Best Movie Duo Template:Small                                 | Vincitore/trice | [ 54 ]        |
| 2017 | Logan: The Wolverine                | Teen Choice Awards          | Choice Action Movie Actor                                     | Candidato/a     | [ 55 ]        |
| 2017 | Logan: The Wolverine                | Teen Choice Awards          | Choice Movie: Fight                                           | Candidato/a     | [ 55 ]        |
| 2017 | Logan: The Wolverine                | Dublin Film Critics' Circle | Best Actor                                                    | Template:Draw   | [ 56 ]        |
| 2017 | Logan: The Wolverine                | IGN Awards                  | Best Lead Performer in a Movie                                | Candidato/a     | [ 57 ]        |
| 2018 | Logan: The Wolverine                | AACTA International Awards  | Best Actor                                                    | Candidato/a     | [ 58 ]        |
| 2018 | Logan: The Wolverine                | Empire Awards               | Best Actor                                                    | Vincitore/trice | [ 59 ]        |
| 2018 | Logan: The Wolverine                | Saturn Awards               | Best Actor                                                    | Candidato/a     | [ 60 ]        |
| 2025 | Deadpool & Wolverine                | Saturn Awards               | Best Supporting Actor in a Film                               | Vincitore/trice | [ 61 ]        |

## Altri media

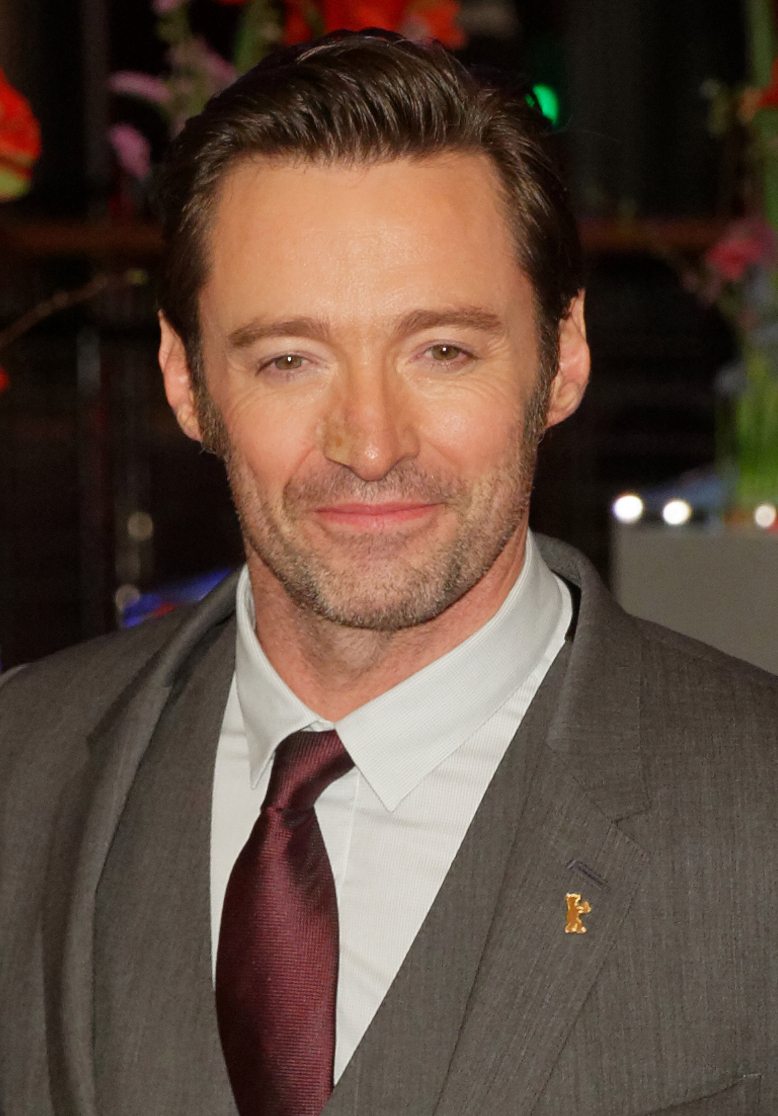
Jackman alla premiere internazionale di Logan: The Wolverine (2017).

### Altri film
- In un "Extended Cut" de I Fantastici 4 (2005), Reed Richards cambia il suo volto per assomigliare al ritratto di Wolverine di Jackman nel tentativo di corteggiare Sue Storm.
- In Giù per il tubo (2006), Roddy (doppiato da Jackman) ha un costume di Wolverine nel suo guardaroba.
- Vince Vieluf interpreta una versione sportiva del Logan di Jackman nel film parodia Epic Movie (2007), parodiando elementi in X-Men - Conflitto finale (2006).
- Jackman fa la parodia del ruolo di Logan in film come Notte al museo - Il segreto del faraone (2014) e Quel fantastico peggior anno della mia vita (2015), oltre a interpretare se stesso.
- Sebbene Logan non appaia in Deadpool (2016), Deadpool si riferisce sia al personaggio che a Jackman più volte, con una maschera ricavata da una fotografia di una rivista di Jackman indossata da Deadpool nell'epilogo del film.
- La scena d'apertura di The Greatest Showman (2017), anch'essa interpretata da Jackman, presenta un riferimento a Logan; Nei titoli di coda, appare un personaggio con le braccia incrociate e gli artigli estesi in ogni angolo del bordo.[64]
- La scena d'apertura di Deadpool 2 (2018) presenta Deadpool con in mano un carillon che raffigura la morte di Logan in Logan: The Wolverine (2017). L'immagine di Jackman appare anche su una scatola di cereali che Deadpool autografa per un ragazzo. In una scena post-credit, Deadpool viaggia nel tempo fino all'emergere della sua incarnazione dell'Arma XI e gli spara diverse volte, confondendo Logan, prima di viaggiare nel tempo.

### Video musicali
- La scena di apertura di un video musicale per il singolo Chk Chk Boom della boy band sudcoreana Stray Kids mostra Wolverine, interpretato da Hugh Jackman, nei panni di un presentatore meteorologico sul canale televisivo immaginario CCB.[65]

### Videogiochi
I videogiochi X-Men 2: La vendetta di Wolverine, X-Men: Il gioco ufficiale e X-Men le origini - Wolverine sono ispirati alla serie di film X-Men da cui prendono il nome. Gli ultimi due includono il doppiaggio di Hugh Jackman nel ruolo di Logan, mentre nel primo gioco il personaggio presenta solo le sembianze di Jackman, con Mark Hamill a prestargli la voce. X-Men 2: La vendetta di Wolverine non si colloca nella continuità dei film, avvicinandosi piuttosto all'Universo Marvel. X-Men: Il gioco ufficiale collega invece gli eventi di X-Men 2 e X-Men - Conflitto finale, seguendo Logan mentre piange Jean Grey e affronta il ritorno di Jason Stryker e Lady Deathstrike. Questi ultimi, collaborando con l'HYDRA, controllano una Sentinella creata dal padre di Stryker per sterminare i mutanti. Logan si scontra anche con suo fratello Victor, reso indistruttibile dall'adamantio e sottoposto al lavaggio del cervello da Stryker. X-Men le origini - Wolverine, infine, combina il retroscena esplorato nel film omonimo con una trama originale ideata da Raven Software e sviluppata con Unreal Engine 3. Il gioco amplia gli eventi del film, intrecciandoli con elementi della serie a fumetti degli X-Men, e presenta Logan che ricorda gli eventi di X-Men le origini - Wolverine in modo più dettagliato, inserendoli nel futuro post-apocalittico rappresentato in X-Men - Giorni di un futuro passato (2014).